# Yukio Ozaki
Yukio Ozaki (Japonés: 尾崎 行雄;  Hepburn: Ozaki Yukio?), (Sagamihara, 24 de diciembre de 1858-Tokio, 6 de octubre de 1954) fue un político japonés de corte liberal. Ozaki sirvió en la Cámara de Representantes de la Dieta Japonesa durante 63 años, de 1890 a 1953. Es venerado en Japón como el «Dios de la Política Constitucional» y «Padre de la Constitución Japonesa».

## Comienzos
Ozaki comenzó su carrera como estudiante en la Universidad de Keiō, antes de convertirse en redactor jefe del periódico Niigata Shimbun a la edad de 20 años. A los 22 años regresó a Tokio y se le asignó un puesto en la Oficina de Estadística. 
Fue elegido miembro de la Asamblea de la Prefectura de Tokio en 1885, antes de ser expulsado de Tokio en 1887 por tres años. Yukio y su hermano Yukitaka viajaron a los Estados Unidos en 1888. Volvió a Japón haciendo escala en Inglaterra y fue elegido para su primer mandato en la Dieta Imperial Japonesa; cargo que ocupó durante más de 62 años, convirtiéndose así en uno de los parlamentarios con más antigüedad en la historia. Ozaki fue honrado como ciudadano honorario de Tokio y con la Orden del Sol Naciente.

## Principales cargos públicos
Fue ministro de Educación y alcalde de Tokio. Expresó su apoyo a la limitación de armamentos a comienzos de la década de 1920. Contrario al militarismo, fue encarcelado durante la Segunda Guerra Mundial.